# Magnetische weerstand
De magnetische weerstand of reluctantie, is een maat voor de hindering van magnetische flux in een magnetisch circuit. Voor elke ampère-winding aan magnetomotorische kracht {\displaystyle {\mathcal {F}}} ontstaat in het circuit een bepaalde hoeveelheid magnetische flux {\displaystyle \Phi }, de verhouding tussen de twee noemt men de reluctantie, ze wordt meestal aangeduid met een gekrulde grote R.  
{\displaystyle {\mathfrak {R}}={\frac {\mathcal {F}}{\Phi }}}
in  ampère-winding per weber. De reluctantie wordt vaak gezien als het analogon van de elektrische weerstand in de wet van Hopkinson, het magnetische analogon van de wet van Ohm. Het omgekeerde van de reluctantie is de magnetische geleidbaarheid of permeantie {\displaystyle \Lambda }.
Net als bij ohmse weerstanden kunnen magnetische weerstanden van magnetische circuits in serie of parallel worden geschakeld.

## Berekening

Magnetisch circuit

{\displaystyle {\mathfrak {R}}} kan berekend worden uit een integraal over het gehele fluxpad:
{\displaystyle {\mathfrak {R}}={\frac {1}{\mu }}\int _{l}{\frac {\mathrm {d} l}{A(l)}}}
Hierin is:
- {\displaystyle l} het integratiepad (de lengte van de kern);
- {\displaystyle \mu } de constant veronderstelde magnetische permeabiliteit van het kernmateriaal;
- {\displaystyle A(l)} de oppervlakte van het kernmateriaal loodrecht op de flux-richting, ter hoogte van {\displaystyle \mathrm {d} l}.

Wanneer de kerndoorsnede constant is vereenvoudigt dit tot:
{\displaystyle {\mathfrak {R}}_{m}={\frac {l}{\mu A}}}
Deze formule is analoog aan de wet van Pouillet voor elektrische weerstand.
Om de totale reluctantie van een meer complex circuit te berekenen splitst men het circuit meestal in - in serie staande - deelreluctanties, die - analoog aan elektrische weerstanden - gesommeerd mogen worden.
Wanneer een magnetische kring zowel uit ferromagnetische als niet-ferromagnetische materialen bestaat (bijvoorbeeld een kern met luchtspleet), is de reluctantie van de ferromagnetische materialen meestal verwaarloosbaar, aangezien de permeabiliteit ervan een paar grootteorden groter is. Het gedrag van het circuit wordt dan dus hoofdzakelijk bepaald door de luchtspleet.